# Amhajes Sprawiedliwy
Amhajes Sprawiedliwy (urodzony jako Amha Ijesus, ur. ? - zm. styczeń 1775) – władca Szeua panujący w latach 1744/1745–1775. Nosił arystokratyczny tytuł meridazmacza i był ważnym amharskim możnowładcą osiemnastowiecznej Etiopii. Był synem poprzedniego władcy prowincji Szeua o imieniu Abije. Przydomek "Sprawiedliwy" Amha zawdzięczał ścisłemu przestrzeganiu ustalonych w Szeua praw.

## Relacja Jamesa Bruce'a
Meridazmacz Amhajes złożył dyplomatyczną wizytę na dworze etiopskiego cesarza w mieście Gonder w 1771 roku. Stało się to na początku okresu słabości wewnętrznej Etiopii zwanego zemene mesafynt, co znaczy "epoka książąt", ponieważ władza cesarska była wtedy ograniczona przez ambitnych możnowładców, sprawujących realną politykę. Podczas wizyty w Gonderze cesarz Tekle Hajmanot II miał potraktować Amhajesa z wszelkimi honorami i nawet bardziej jak udzielnego księcia, niż wasala. Wówczas też szeuańskiego możnowładcę spotkał szkocki podróżnik i odkrywca James Bruce, który w swoich relacjach nazywał go "Yasous". James Bruce przedstawił w nich Amhę jako syna zarządcy Szeua i opisał go następującymi słowy: 

Mężczyzna w wieku od dwudziestu sześciu do dwudziestu ośmiu lat, wysoki, korpulentny, ze znakomicie ukształtowanymi rękami i nogami; miał piękną twarz, delikatne rysy i najbardziej wytworne maniery.

## Panowanie
W czasie panowania Amhajesa Sprawiedliwego, na wielką skalę rozpoczęło się odzyskiwanie ziem zajętych w XVII wieku przez plemiona Oromów, zwanych również Galla. Meridazmacz importował dużą ilość broni palnej z północnej Etiopii i używał jej do podporządkowywania sobie sąsiednich regionów. Opanował między innymi okręgi Tera, Bulga i Myndżar. Amhajes przeniósł stolicę Szeua do miasta Dokakit leżącego w byłym sułtanacie Ifat, skąd najeżdżał ziemie Afarów na wschodzie. Ponadto wznowił wojnę z Karaju Oromo, ale większe sukcesy odnosił w walkach z Abiczu Oromo, podbijając ich plemiona daleko na zachód, aż do rzeki Chia Chia w pobliżu Angolalli. Zajął także miasto Ankober, które rozbudował.
Amhajes prowadził eksterminację ludów Oromo pomiędzy Debre Byrhan i Ankober. Na miejsce Oromów sprowadzał amharskich rolników, aby na nowo zasiedlali utracone niegdyś ziemie. Według wspomnianego już Jamesa Bruce'a, Amhajes wsparł rasa Mikaela Syula i cesarza Tekle Hajmanota II oddziałem złożonym z tysiąca jeźdźców w czasie przegranych przez nich trzech bitew pod Sarbakusą w maju 1771 roku.
Amha Ijesus był twórcą polityki neutralności, którą naśladowali późniejsi władcy Szeua w następnym stuleciu. Polityka ta polegała na unikaniu wciągnięcia do walk toczonych o kontrolę nad cesarskim tronem, co było charakterystyczne dla epoki zemene mesafynt. W tym celu szeuański władca pozostawił leżący pomiędzy Geshen i rzeką Samba region Uelle, w stanie nienaruszonym jako bufor pomiędzy prowincją Szeua i terytoriami podległymi możnowładcom w Gonderze.
Amhajes Sprawiedliwy zmarł w styczniu 1775 roku, a jego następcą został syn Asfa Uesen. Potomkami Amhajesa byli między innymi negus (czyli król) Szeua Sahle Syllasje żyjący w pierwszej połowie XIX wieku, oraz ostatni cesarz Etiopii Hajle Syllasje I.

## Donacje
Według Harolda Marcusa Amhajes założył dwa ważne i wciąż aktywne kościoły; Kedus Giyorgis w Ankober i Kidana Mehrat w Astit.